# Colombia (grupa kolarska)
Colombia – kolumbijska zawodowa grupa kolarska istniejąca w latach 2012 - 2015, z siedzibą we włoskim mieście Adro. Grupa startowała w wyścigach UCI Continental Circuits i UCI World Tour.
W styczniu 2012 roku ogłoszono, że zespół otrzymał zaproszenie na włoskie wyścigi Tirreno-Adriático, Mediolan-San Remo i Giro di Lombardia. Grupa została zaproszona na Giro d’Italia 2013. Zespół otrzymał też zaproszenie na Giro d’Italia 2014, podczas którego członkowie zespołu nosili białe kokardy, jako wyrazy pamięci dla ofiar pożaru busa w Fundación. W 2015 roku zostali po raz pierwszy zaproszeni na wyścig Vuelta a España. 30 sierpnia było już wiadome, że Alex Cano, Edwin Ávila i Carlos Quintero, którzy jeździli wtedy w Colombii, będą reprezentowali Kolumbię na Mistrzostwach Świata w Kolarstwie Szosowym 2015 w Richmond.
W październiku 2015 roku zespół ogłosił, że zostanie rozwiązany i nie będzie brał udziału w wyścigach w 2016 roku, ze względu na brak dofinansowania ze strony Kolumbijskiego Ministerstwa Sportu.

## Ważniejsze sukcesy
- 2012
  - 1. miejsce na 4. etapie Giro del Trentino, Darwin Atapuma
  -  Zwycięzca klasyfikacji górskiej Quatre Jours de Dunkerque, Carlos Quintero
  - 1. miejsce na prologu Vuelta a Colombia, Fabio Duarte
  - 1. miejsce na 5. etapie Vuelta a Colombia, Juan Pablo Forero
  - 1. miejsce na 5. etapie Vuelta a Burgos, Esteban Chaves
  - 1. miejsce w Gran Premio Città di Camaiore, Esteban Chaves
  - 1. miejsce w Coppa Sabatini, Fabio Duarte
- 2013
  - 1. miejsce na 6. etapie Tour de Pologne, Darwin Atapuma
  - 1. miejsce na 1. etapie Tour de l’Ain, Leonardo Duque
  - 1. miejsce w Gran Premio Bruno Beghelli, Leonardo Duque
- 2014
  -  Zwycięzca klasyfikacji górskiej Tour Méditerranéen, Jarlinson Pantano
  - 1. miejsce na 1. etapie Tour de Langkawi, Duber Quintero
  -  1. miejsce w Mistrzostwach Kolumbii (start wspólny), Miguel Ángel Rubiano
  -  Zwycięzca klasyfikacji punktowej Giro del Trentino, Leonardo Duque
  - 1. miejsce na 2. etapie Vuelta a Colombia, Jeffry Romero
- 2015
  -  Zwycięzca klasyfikacji górskiej Tour de San Luis, Rodolfo Torres
  -  Zwycięzca klasyfikacji górskiej Tirreno-Adriático, Carlos Quintero
  -  Zwycięzca klasyfikacji górskiej Giro del Trentino, Rodolfo Torres
  -  Zwycięzca klasyfikacji górskiej Tour of Turkey, Juan Pablo Valencia
  -  Zwycięzca klasyfikacji górskiej Vuelta a Asturias, Rodolfo Torres
  -  Zwycięzca klasyfikacji górskiej Tour de Luxembourg, Fabio Duarte
  -  Zwycięzca klasyfikacji górskiej Route du Sud, Daniel Felipe Martinez
  -  Zwycięzca klasyfikacji górskiej Vuelta a Burgos, Fabio Duarte
  -  Zwycięzca klasyfikacji młodzieżowej Tour of Utah, Daniel Felipe Martinez

## Skład

### 2015
Stan na 31 stycznia 2015
| Skład drużyny 2015                   | Skład drużyny 2015   | Skład drużyny 2015 | Skład drużyny 2015                  |
| Imię i nazwisko                      | Data urodzenia       | Państwo            | Poprzednia grupa                    |
| ------------------------------------ | -------------------- | ------------------ | ----------------------------------- |
| Edwin Ávila                          | 21 listopada 1989    | Kolumbia           |                                     |
| Alex Cano                            | 13 marca 1983        | Kolumbia           | Colombia (2015)                     |
| Camilo Castiblanco                   | 24 listopada 1988    | Kolumbia           | EPM-UNE (2013)                      |
| Edward Díaz                          | 19 sierpnia 1994     | Kolumbia           |                                     |
| Fabio Duarte                         | 11 czerwca 1986      | Kolumbia           | Geox-TMC (2011)                     |
| Leonardo Duque                       | 10 kwietnia 1980     | Kolumbia           | Cofidis, le Crédit en Ligne (2012)  |
| Daniel Felipe Martínez               | 25 kwietnia 1996     | Kolumbia           | World Cycling Centre (2014)         |
| Juan Sebastián Molano                | 4 listopada 1994     | Kolumbia           | Coldeportes-Claro (2014)            |
| Darwin Pantoja                       | 25 września 1990     | Kolumbia           |                                     |
| Jonathan Paredes                     | 4 kwietnia 1989      | Kolumbia           |                                     |
| Walter Pedraza                       | 27 listopada 1981    | Kolumbia           | EPM-UNE-Área Metropolitana (2014)   |
| Carlos Quintero                      | 5 marca 1986         | Kolumbia           |                                     |
| Brayan Ramírez                       | 20 listopada 1992    | Kolumbia           |                                     |
| Carlos Ramírez                       | 26 października 1994 | Kolumbia           |                                     |
| Miguel Ángel Rubiano                 | 3 października 1984  | Kolumbia           | Androni Giocattoli-Venezuela (2013) |
| Cayetano Sarmiento                   | 28 marca 1987        | Kolumbia           | Cannondale (2014)                   |
| Rodolfo Torres                       | 21 marca 1987        | Kolumbia           |                                     |
| Juan Pablo Valencia                  | 2 maja 1988          | Kolumbia           |                                     |
| Félix Barón (1 sie–31 gru, stażysta) | 7 listopada 1991     | Kolumbia           | Formesan-Bogotá Humana-ETB (2014)   |
|                                      |                      |                    |                                     |
| Źródło: ProCyclingStats              |                      |                    |                                     |

## Nazwa grupy w poszczególnych latach
| lata      | nazwa                |
| --------- | -------------------- |
| 2012      | Colombia-Coldeportes |
| 2013–2015 | Colombia             |